# Cuspidius Flaminius Severus
Cuspidius Flaminius Severus (sein Praenomen ist nicht bekannt) war ein im 3. Jahrhundert n. Chr. lebender römischer Politiker.
Durch zahlreiche Inschriften auf römischen Meilensteinen, die auf dem Gebiet der ehemaligen römischen Provinz Cappadocia gefunden wurden und die in die gemeinsame Regierungszeit von Pupienus und Balbinus (238) sowie in die Regierungszeit von Gordian III. (238–244) datiert sind, ist belegt, dass Severus Statthalter (Legatus pro praetore) dieser Provinz war; er amtierte vermutlich von 238/239 bis 239/240 in der Provinz. Da die Position des Statthalters in der Provinz Cappadocia von konsularem Rang war, hatte er zuvor ein Suffektkonsulat erreicht.
Wahrscheinlich bezieht sich eine unvollständig erhaltene Inschrift aus Rom auf ihn. Falls dies zutrifft, begann er seine Laufbahn als Xvir stlitibus iudicandis, gefolgt von seinem Militärdienst als Tribunus militum in einer unbekannten Legion.
Bei Cuspidia Severa, die in einer weiteren unvollständig erhaltenen Inschrift aus Rom aufgeführt ist, dürfte es sich vermutlich um seine Tochter handeln.